# Lurelei
Lurelei (1958 - 1968) was een toonaangevende satirische cabaretgroep in Nederland, opgericht door Eric Herfst en Ben Rowold.

## Geschiedenis
In 1958 werd Lurelei opgericht door Eric Herfst en Ben Rowold. Oorspronkelijk had het een mime-achtergrond (Eric Herfst deed de mime-nummers) en aan de overige nummers werkte Adèle Bloemendaal mee. De groep viel niet zo op tussen alle andere amateurgroepjes in Amsterdam.
In 1960 verliet Bloemendaal de groep en moest per direct iemand haar plaats innemen. Dit werd beginnend cabaretière Jasperina de Jong (1960 – 1966). Bij de auditie waren er twijfels maar ze werd toch maar aangenomen. De Jong viel bij de krantenrecensenten echter meteen op door haar grote talent en uitstekende zang en werd al snel de ster van Lurelei genoemd. Herfst en De Jong trouwden en samen met de nieuw aangetrokken tekstschrijver Guus Vleugel (1962 - 1966) groeide de groep uit tot een van de toonaangevende cabaretgroepen uit de jaren zestig met Jasperina de Jong als middelpunt. Lurelei verloor met de komst van Guus Vleugel de mime-insteek en raakte bekend om scherp en maatschappijkritisch cabaret. De groep trad op in een klein zaaltje met erg beperkte middelen, het souterrain van Bellevue aan de Leidsekade in Amsterdam. Als decor waren er eigenlijk alleen maar wat stoelen. De cabaretiers verkochten zelf de toegangskaartjes, deden de garderobe en brachten de bestelde drankjes rond. De spelers verdienden weinig. Vaak moest er geld bij omdat ze de eerste jaren soms maar voor een handvol mensen speelden. Daarom hadden meerdere spelers naast Lurelei ook nog baantjes ernaast om rond te kunnen komen. De groep ging in de loop der tijd wegens groeiend succes ook op tournee door het land. In de loop der jaren waren er om uiteenlopende redenen en onenigheid achter de schermen veel wisselingen in de bezetting van de cabaretgroep bij zowel de cabaretiers als muzikanten. Herfst, De Jong en Vleugel bleven echter de drie-eenheid die de groep leidde en richting gaf.
Jasperina de Jong kon haar talenten goed ontwikkelen in de groep. Op een gegeven moment wilde ze haar vleugels uitslaan op een groter podium en ook in andere theatervormen. Na haar vertrek in 1967 ging het bergafwaarts. De bezoekersaantallen daalden, herhaling van thema's dreigde, tegen alle heilige huisjes van de jaren 60 was al wel geschopt. Guus Vleugel leek minder scherp in zijn teksten te worden en had ook niet meer zo'n zin in cabaret. Een compleet nieuw programma kwam niet van de grond en in 1967 verscheen uiteindelijk Oud zeer. Hierin zat slechts een enkele nieuwe tekst. De overige nummers waren een selectie van de bekendste nummers van voorgaande jaren, nu echter gespeeld en gezongen door anderen. Het luidde het eind van de groep in. Jasperina de Jong deed al niet meer mee, zij was inmiddels al begonnen met de musical Sweet Charity. Nadat Lurelei als cabaretgroep gestopt was, werd begonnen aan een nieuw project van Herfst en Vleugel: de tv-serie Rust noch duur. Deze werd uitgezonden in 1969 en 1970 door de KRO, met De Jong, Herfst en Sylvia de Leur in de belangrijkste rollen.

## Teksten
Aan zijn teksten voor Lurelei gaf Guus Vleugel een verrassende draai die een actueel probleem van een onvermoede kant liet zien. Zijn teksten waren vaak scherp, satirisch maar soms ook ontroerend en gingen veelal over maatschappelijke taboes uit die tijd, zoals prostitutie (Call-girl, De rosse buurt) en gevoelige onderwerpen als het koningshuis (Arme ouwe, De troonrede), religie (God is niet dood, In kerkelijk verband) en seksualiteit. Ook tijdloze onderwerpen als racisme (Nieuwe buren) kwamen aan de orde. Schijnheiligheid en dubbele moraal in de maatschappij werden aan de kaak gesteld. Sommige teksten leidden tot Kamervragen en geschokte commentaren en ingezonden brieven in kranten. Regelmatig liepen bezoekers boos de zaal uit. Het door Gerard Cox ten tonele gebrachte liedje Arme Ouwe uit 1966 ging over een provo die vond dat koningin Juliana hem zo aan zijn moeder deed denken. Vleugel en Herfst werden opgepakt door de politie, er volgde een proces-verbaal wegens majesteitsschennis, maar het kwam niet tot vervolging. Lurelei trad ook live op in speciale tv-registraties waarvoor een selectie van nummers van het vorige seizoen werd gespeeld, aangevuld met wat nieuwe nummers die Vleugel speciaal voor de uitzending schreef. Af en toe werden nummers door de omroep niet geschikt geacht voor uitzending waardoor deze dus verboden werden. Dit betrof o.a. Call-girl, dat in 1962 bij de VARA niet uitgezonden mocht worden, maar later bij de VPRO wel (met een speciale inleiding van een dominee, die uitlegde hoe men het komend nummer moest interpreteren). In 1964 won Call-girl een Edison op het Grand Gala du Disque in het Concertgebouw in Amsterdam. Ook kwam o.a. de sketch Vrienden en vriendinnen (over homoseksualiteit) uit het programma Wij Lurelei in 1965 op het laatste moment bij de VARA niet door de tv-keuring, waardoor uiteindelijk de hele tv-uitzending van Lurelei geen doorgang kon vinden. In 1966 werd het lied Republikeinse kapsalon opgevoerd en was ook in de tv-uitzending te zien. De christelijke Oranjevereniging Hou en Trouw stuurde hierop een telegram naar de minister-president om maatregelen tegen deze 'weerzinwekkende beledigingen' te nemen.

## Bezetting
- Ben Rowold (cabaretier, zang)
- Eric Herfst (cabaretier, zang)
- Guus Vleugel (tekstdichter)
- Jasperina de Jong (cabaretier, zang)

### Overige cabaretiers en muzikanten
- Peter Bark (piano)
- Marjan Berk (cabaretier, zang)
- Ronny Bierman  (cabaratier, zang)
- Adèle Bloemendaal (cabaretier, zang)
- Ruud Bos (componist, piano)
- Gerard Cox (cabaretier, zang)
- Frans Halsema (piano, zang)
- Rudy van Houten (componist, piano)
- Leen Jongewaard (cabaretier, zang)
- Kees van Kooten (cabaretier, zang)
- John Lanting (cabaretier, zang)
- Boudewijn Leeuwenberg (componist)
- Sylvia de Leur (cabaretier, zang)
- Maria Lindes (cabaretier, zang)
- Annemarie Oster (cabaretier, zang)
- Rogier van Otterloo (componist, piano)
- Han Reiziger, (piano)
- Kathe Schatborn (cabaretier, zang)
- Joop Stokkermans (componist, piano)
- Janine van Wely (cabaretier, zang)

## Programma's
- 1958 - Lurelei

Nummers: Lureleitmotiv - Gebruiksaanwijzing - De haan van ora et labora - Concert - Schoolfeest - Staatsiebezoeking - Histoire du cheval - Het duel - Bretelgangers - Boston bounce - Vogelhandelaar - Barkrukken - Drame géographique - Nachtportier - (pauze) - Ondeugd bestraft of De maagd op de gloeiende sneeuwbal - Clowntje - Klokkenmaker - Lied zonder moraal - Parc Monceau - Musicalshow
- 1959 - Helaas

Nummers: Helaas - Chanson de la penose - Gangsters - Pet-ite carrière - Maarschalkstaf - Schoolfeest - Droevig liedje - Straaljagerpiloot - Ballonnendans - Eeuwig student - Heen en weerhuisje - Jeugdconcert - Bonenraap - Barkrukken - (pauze) - Driehoeksverhouding - Home service - Drame géographique - Gemeenteliedje - Staatsiebezoeking - Concert - De wereld is... - Komische schets - Domineesdochter - Viespeuk - Finale
- 1960 - Niet sexpres

Nummers: Niet sexpres - Wel Annemarieke - Collecte - Heen en weerhuisje - Staatsiebezoeking - Zondagmiddag - Aanzoek - Drame géographique - Fruit - De peperbek - Wringer - (pauze) - O Karel - Jeugdconcert - Ik kan luisteren - Bruine rozen - Willie de Weger - Liefkozen - Bonenraap - Barkrukken - (pauze) - Herman Dad - Cannes - Maintenée - Ballonnendans - Moet je horen - Beeldig spelletje - Ali Akhman - Bedtijd
- 1961 - Schermutselingen

Nummers: In gesprek - Staatsiebezoeking - De vijfdaagse - Een avondje bij Fien - Maintenée - Jongensachtig - 365 dagen - Barkrukken - Rudi zingt liedjes van... Carrell - Terror of Oklahoma - (pauze) - Nooit op zondag - My fair lady (de stand-in) - Liefkozen - Badliederlijkheden - Drame géographique - Rudi - Bal na 
- 1961 - Hotel de Botel

Nummers: Aankomst - Rondleiding - Soepblues - Hoor es - Biljarten - Slachtoffers van de welvaart - V.V.T. - Drame géographique - Call-girl - Kamer kwijt - Sarie Marijs - Barkrukken - (pauze) - Eeuwig student - Collecte - Bonenraap - My fair lady (de stand-in) - Staphorst-Wessellied - Wel Annemarieke - Op hoog niveau - Liefkozen - Zondagmiddag - Arme boerenmeid - Maintenée - Poppetje gezien
- 1962 -  O.K. en W. – Onze Kleine Wereld

Nummers: Opening - O.K en W(eest welkom) - Marihuana - Lessen in liefde - Peleponnesos - Huisbezoeking - Für Elise - Voorlichtingsles - In de rij in de RAI - (pauze) - Tragisch menuet - Altijd prijs - De meiden - Gijsbrecht van Aemstel - Thérèse - Sto mpazari - Applaus halen - Wat nu - Tango mortale - Vrienden van Veronica - (pauze) - Astronautenleed - Op goede voet - Aha - Doolhof - Telefoonnummer - Wat is pornografie - Jij bent neurotisch - De proef op de som
- 1963 - Doe 't zelf

Nummers: Doe 't zelf - Ik doe 't zelf wel - Colporteren - Irene - Sterke armen - Op de foto - Soirée op Kalkenweerdt - Morele herbewapening - (pauze) - Gezelschapsspelletjes - Prijswinnaar - Nieuwe buren - Tango mortale - Jet uit de jet - TV-censuur - (pauze) - Inlichtingen zijn kosteloos - Van mens tot mens - Overspel - In blijde verwachting - TV-potpourri - Sleutelclub - De troonrede - Afscheid van de artiesten
- 1964 - Wij Lurelei - een onverkwikkelijke bestseller

Nummers: Lureleiland - Kan dat wel? - Hoe schrijf ik een bestseller? - Ik voel me zo schuldig - Amelandse vrouwenklacht - Botanisch twistgesprek - Kater - Meneer te water - (pauze) - Begraven is goedkoper dan u denkt - Ik was me luiers in de vol-o-matiek - Wie zal de volgende zijn? - Wimpie is stout - De Ricari's - Dromen zijn bedrog - In kerkelijk verband - (pauze) - Operatie Cupido - Kennisje van Jan - Carolien en Josefien - Het moderne repertoire - Vrienden en vriendinnen - Vivat Vivaldi - De prijsuitreiking
- 1965 - Wie is bang voor Lurelei?

Nummers: Wie is bang voor Lurelei? - Een scherp praatje - Provomeisjes - Voetbalpolitiek - Je moet van twee kwaden het beste kiezen - Reizigers Nachtlied - Geachte redactie - Het meesterwerk van de week - (pauze) - Het gesprek - Circuit Oudenrijn - De geest van het verzet - Ik rook niet meer - Onder vrienden - Mevrouw de Bruin - Happening Hein - (pauze) - Een heel raar vak - Over psychologie gesproken - Republikeinse kapsalon - Zo sneu voor de Blumfeldjes - Anti en pro - Op één been kun je niet lopen - Amusement
- 1966 - Relderelderel

Nummers: Relderelderel - Conférence - De verontrusten - La belle Américaine - File - Min de stilte - Dat valse mens van Verbeek - God is niet dood - Aftrekpost - Waar een foute boer nog goed voor is - De wind - Een demonstratie bij de Bergegge's - Schriftelijke cursus Frans - De andere provo's - (pauze) - Hallelujah Hilversum - Die in 't donker - Zondagmiddag in de stad - Rat en koning - De computer - Arme ouwe - Hoe word ik een underdog? - Lelijk en mooi - Het einde van het feest
- 1967 - Oud Zeer

Nummers: Oud zeer - De rosse buurt - Circuit Oudenrijn - Meneer te water - Dat valse mens van Verbeek - Het moderne repertoire - File - De wind - De geest van het verzet - Mevrouw de Bruin - TV-censuur - De computer - Onder vrienden - Arme ouwe - In kerkelijk verband - (pauze) - Het gesprek - Die in 't donker - Zondagmiddag in de stad - Hoe word ik een underdog? - Het meesterwerk van de week - Kater - Nieuwe buren - Tango mortale - Een demonstratie bij de Bergegge's - God is niet dood - Amusement

## Discografie
- 1963 - O.K. en W. (Onze kleine wereld) - 10"-lp - Philips 600 395 PR
- 1966 - Wie is bang voor Lurelei? ‘n provocerende happening - 12"-lp - Philips PL 12 705
- 1968 - Wij zijn de jongeren - 12"-lp - Philips 844 070 PY
- 1970 - Het beste van Lurelei - 12"-lp - Philips 6402 006
- 1992 - Wie was er bang voor Lurelei? - 5"-cd – Mercury 512 109 2